# Commission du commerce international des États-Unis
 (décembre 2024).
Si vous disposez d'ouvrages ou d'articles de référence ou si vous connaissez des sites web de qualité traitant du thème abordé ici, merci de compléter l'article en donnant les références utiles à sa vérifiabilité et en les liant à la section « Notes et références ».
La Commission du commerce international des États-Unis (United States International Trade Commission, USITC) est une agence du gouvernement fédéral des États-Unis qui conseille les pouvoirs législatif et exécutif sur les questions commerciales.
Avant 1974, elle portait le nom d'United States tariff commission.
La Commission du commerce international des États-Unis est une entité indépendante et bipartisane qui analyse les questions commerciales telles que les droits de douane et la compétitivité. En tant qu'entité quasi-judiciaire, elle enquête sur l'impact des importations sur les industries américaines et prend des mesures contre les pratiques commerciales déloyales, telles que les subventions, le dumping et la violation de la propriété intellectuelle, y compris la violation du droit d'auteur.